# Xenosperma hexagonosporum
Xenosperma hexagonosporum är en svampart som beskrevs av Boidin & Gilles 1989. Xenosperma hexagonosporum ingår i släktet Xenosperma och familjen Xenasmataceae.   Inga underarter finns listade i Catalogue of Life.